# Комалькалько (місто мая)

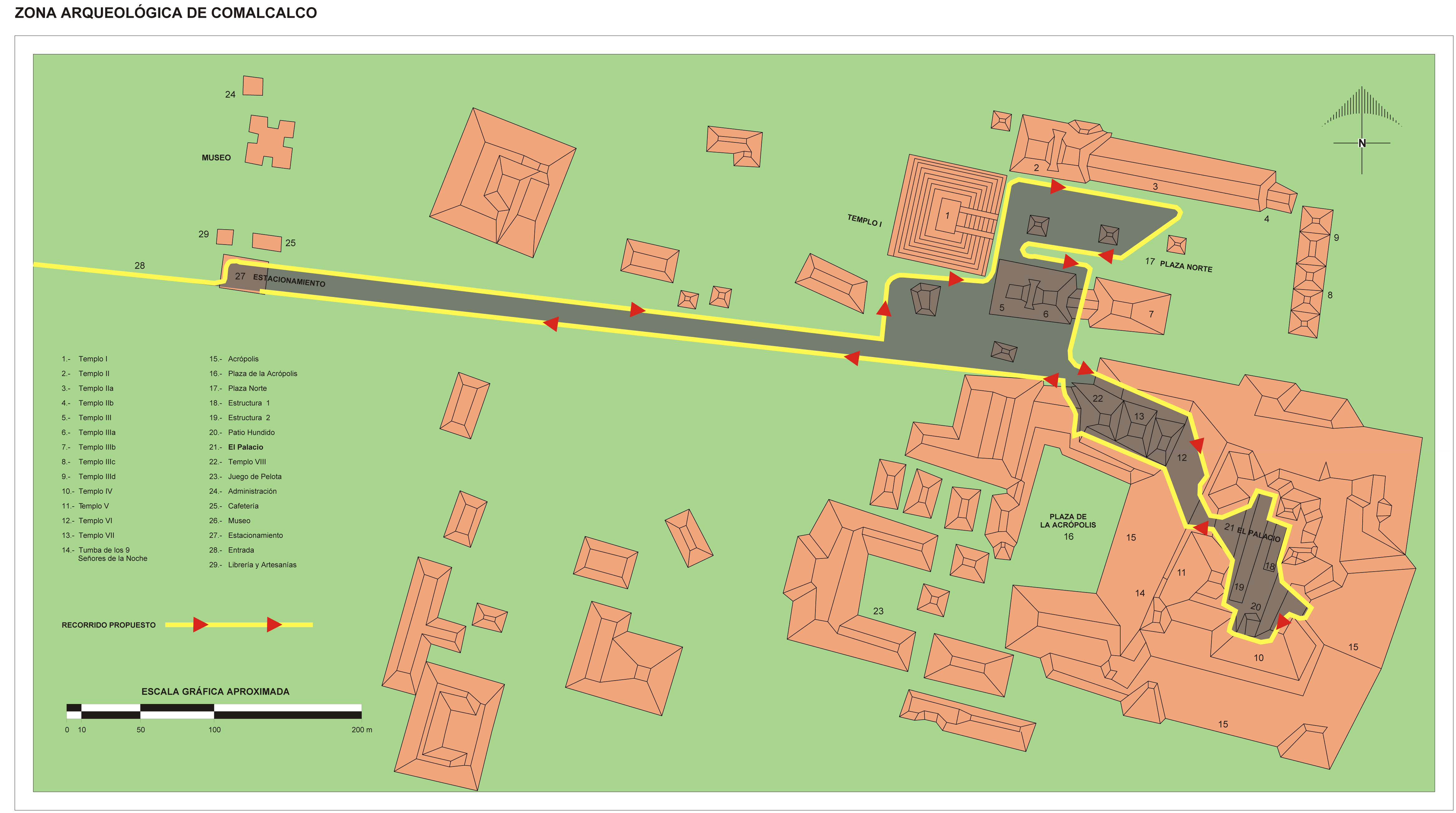
Мапа Комалькалько

Комалькалько (ісп. Comalcalco, науатль Comalli-Calli-Co) інша назва «Петен-Ті'» — руїни міста цивілізації мая, столиця царства Хойчан. Знаходяться у муніципалітеті Комалькалько, у штаті Табаско, Мексика.

## Розташування
Комалькалько знаходиться у 2 км на захід від сучасного міста Комалькалько та 51 км від міста Віяермоса, 160 км на північ від Паленке.

## Історія

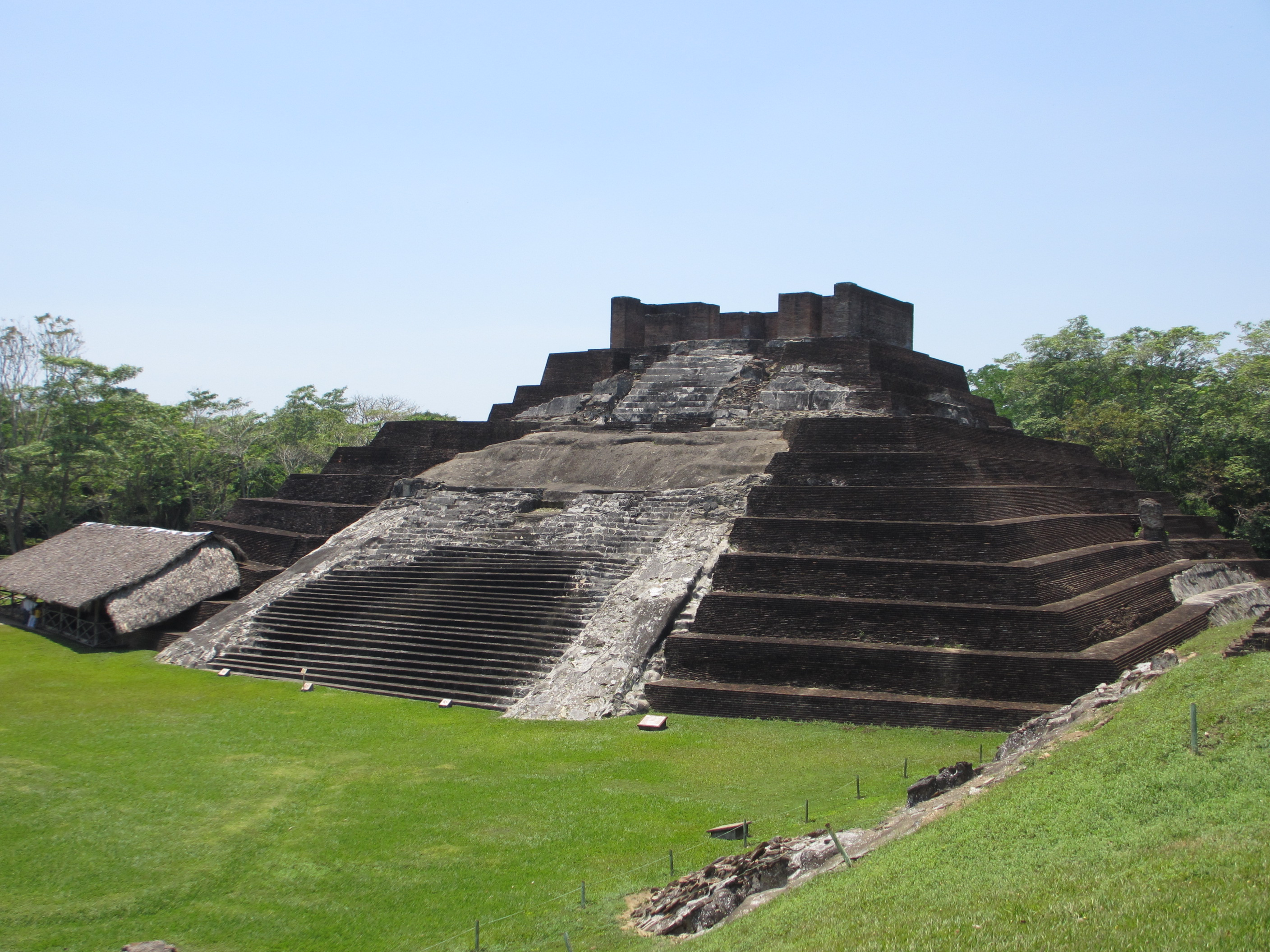
Храм № І

Комалькалько було засноване чонталі, одним з племен мая, і досягло свого розквіту з 800 року до н. е. Розквіт міста тривав до пізнього класичного періоду (850 року нашої ери). Комалькалько виник одночасно з містами Паленке та Яшчилан. При цьому розрізняють дві епохи забудови Комалькалько. Перша епоха бере свій початок в пізній протокласичний період, коли почалося будівництво будівель із землі з покриттям з штукатурки. Друга епоха забудови відповідає пізньому класичному періоду, часу початку періоду розквіту міста. Ця епоха характеризується будівництвом будівель з цегли і штукатурки, які зводилися поверх стародавніх будівель, побудованих із землі.
Найранішні свідоцтва про рибальські та землеробські поселення на теренах міста належать до протокласичного періоду (з 2000 року до нашої ери по 250 рік нашої ери). У зв'язку з відсутністю будівельного каменю для будівництва поселень у цей період історії використовувалися земля, з якої зводилися основи пірамід, а також деревина та листя пальми, з яких виготовлялися стіни і покрівля. З пізнього протокласичного періоду почалося будівництво будівель із землі з покриттям з штукатурки. До 600 року до нашої ери Комалькалько мав добре впорядковану забудову. З 850 року до н. е. мая з Комалькалько почали будувати споруди з обпалених глиняних цеглин, з'єднуючи їх між собою розчином з вапна та піску. Вапно вони виготовляли, обпалюючи великі кількості раковин великих устриць, здобутих у лагуні Мекоакан та інших сусідніх містах. Лише тоді з'явилася можливість будівництва храмів зі склепіннями і гребенями, характерними для архітектури мая.

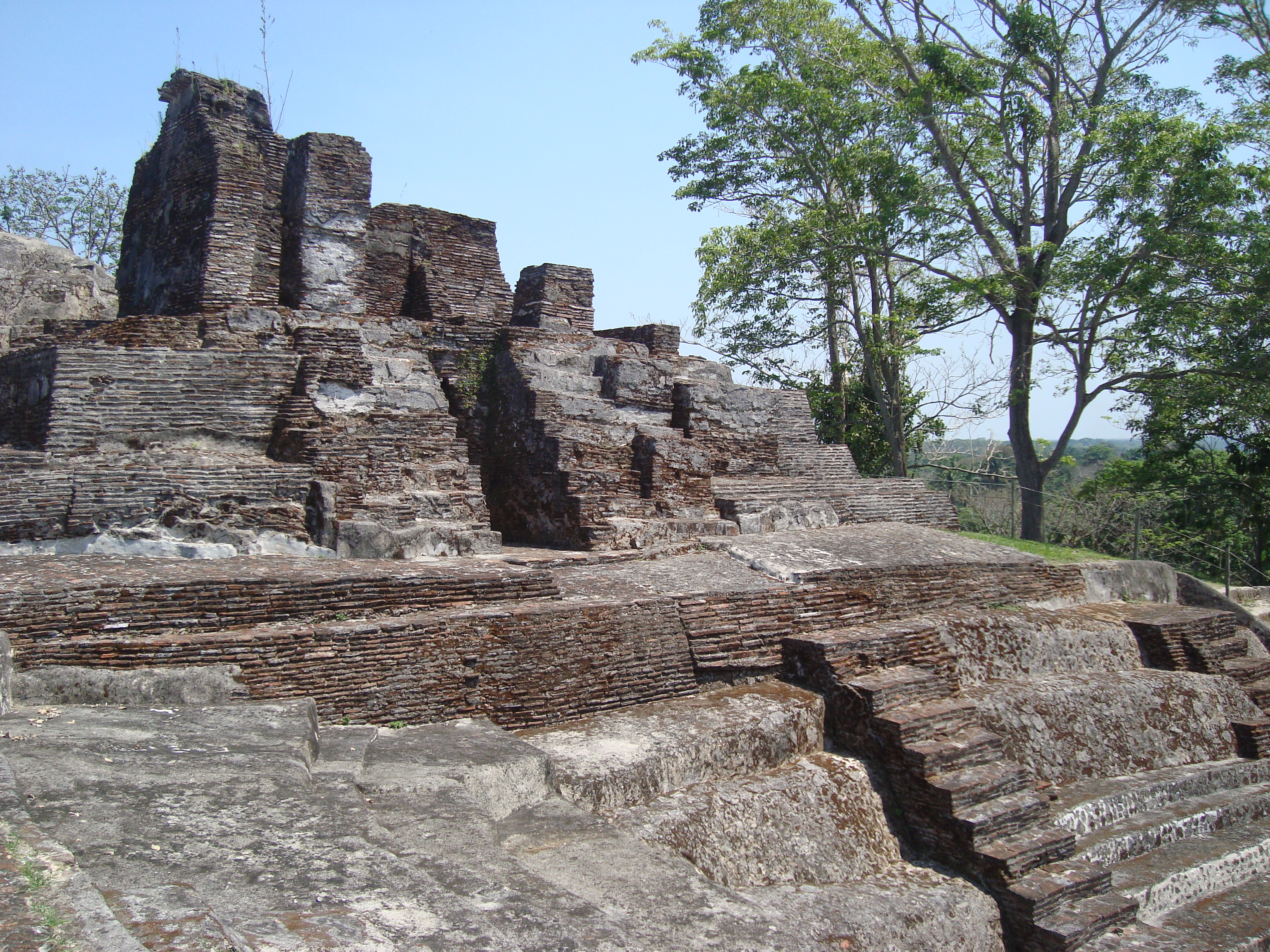
Храм № IV

Комалькалько був найважливішим містом мая в північно-західній частині їхньої держави в період з 550 по 900 роки, перетворившись на стратегічно важливий торговий центр провінції Чонтальпа. Географічне розташування міста поруч з річками Масапа-Мескалапа та Ріо-Секо було вигідним для торгівлі між узбережжям Мексиканської затоки, півостровом Юкатан та басейном річки Усумасінта, а також Центральним нагір'ям і крайньою північчю Мексиканської затоки.
Це стратегічно важливе розташування міста сприяло початку воєн між містами мая за панування над цією місцевістю. Текст на Монументі 6, який на даний час знаходиться у Регіональному музеї антропології Карлоса Пел'їсера, розповідає про правителя міста Тортугеро, який уклав союз з правителем міста Паленке, щоб розширити своє панування в регіоні, і за час свого правління розв'язав кілька воєн, захопивши у полон правителя Комалькалько Оч Баллам. У написах на цій кам'яній плиті йдеться також про те, що 22 грудня 649 року нашої ери в місті стався кривавий бій, і з цього часу Комалькалько опинилося у політичній залежності від міста Тортугеро.
У середині VI-го століття втратив Комалькалько виплатив данину новим правителям з Тортугеро. А правитель Тортугеро, Балам А Хаус, призначив новим правителем Комалькалько свого сина.
Головні споруди в Комалькалько — дві піраміди Гран-Акрополіс та Акрополіс-Есте, а також Норт-Пласа. Найбяскравіша з решти прикрас — маска бога Сонця біля основи Гран-Акрополіса.

## Історія дослідження міста
Руїни міста відкрив 12 вересня 1880 французький мандрівник та археолог Дезіре Шарне. Він провів перші дослідження Комалькалько з 12 вересня до 22 вересня 1880. Опублікував кілька статей у North American Review між 1880 та 1882, і у своїй книзі «Les Anciennes villes du Nouveau Monde» 1885 року. Шарне зробив також мапу руїн міста.

## Релігія
Населення міста поклонялося таким богам як Чак, Іцамна-Кініч-Ахав, Кімі, Іш-Чел та Ек-Чуах.

## Музей міста
Музей був відкритий у червні 1984 року. Реконструйований у 2011 році.

## Галерея

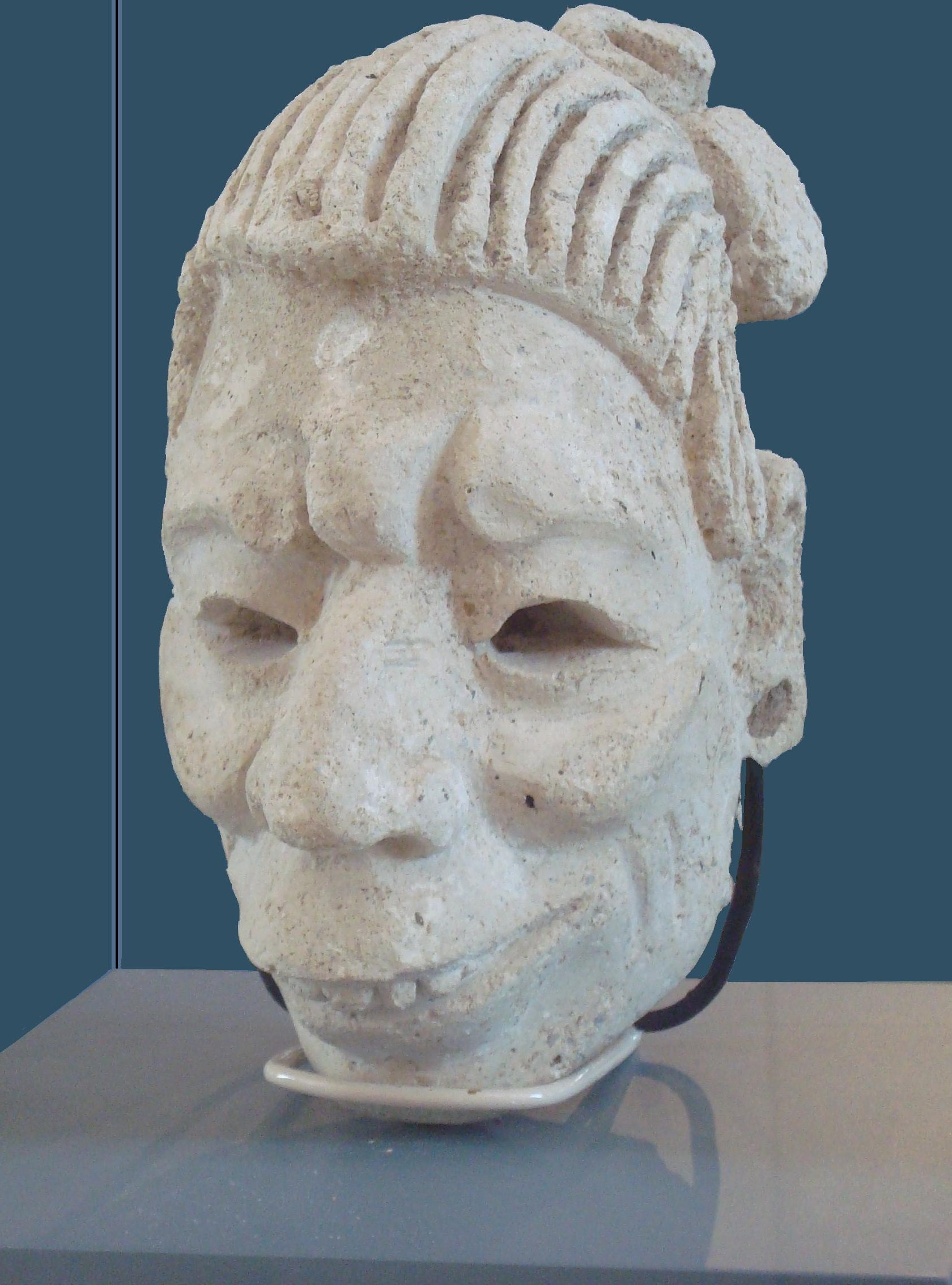
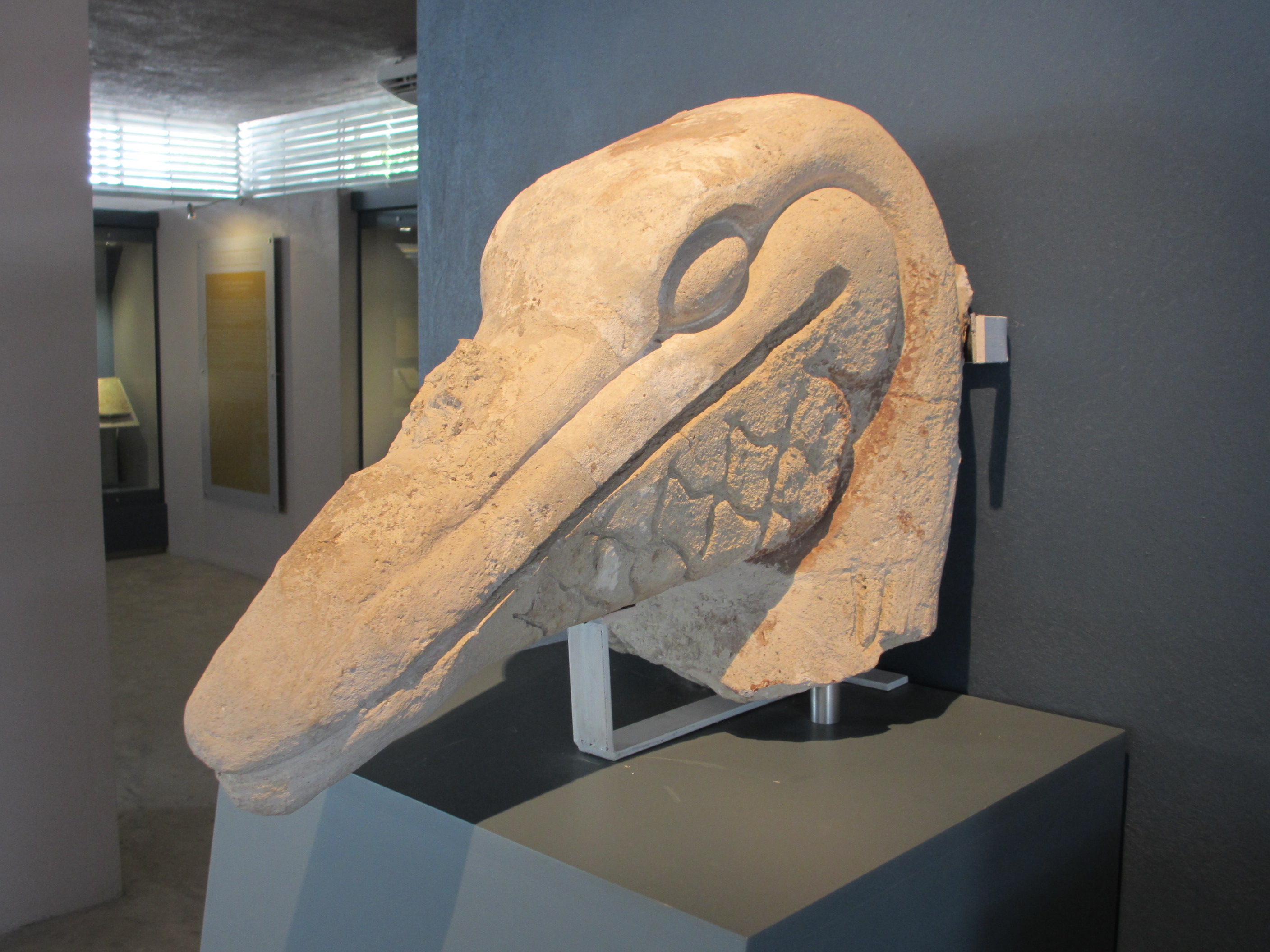
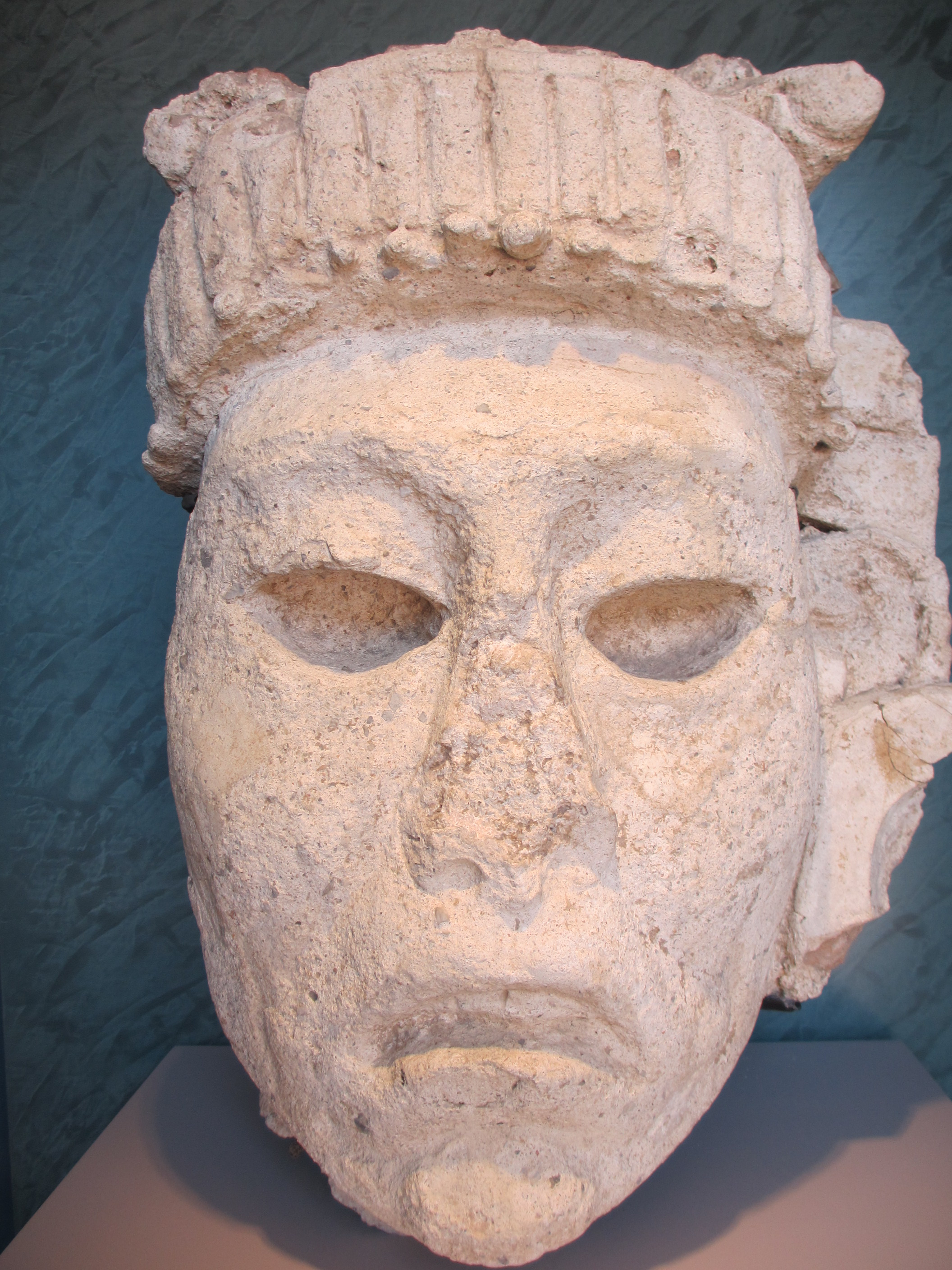
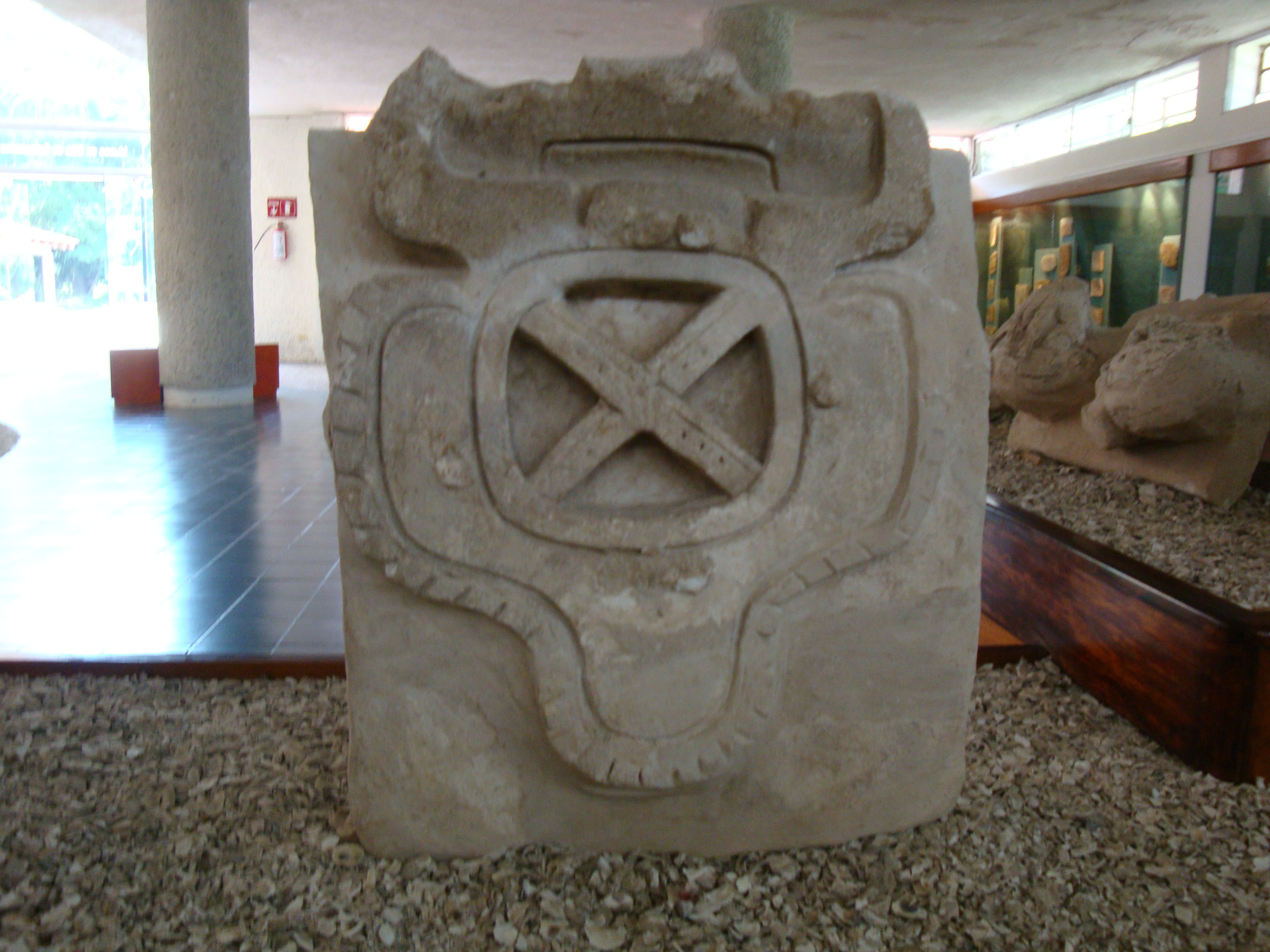
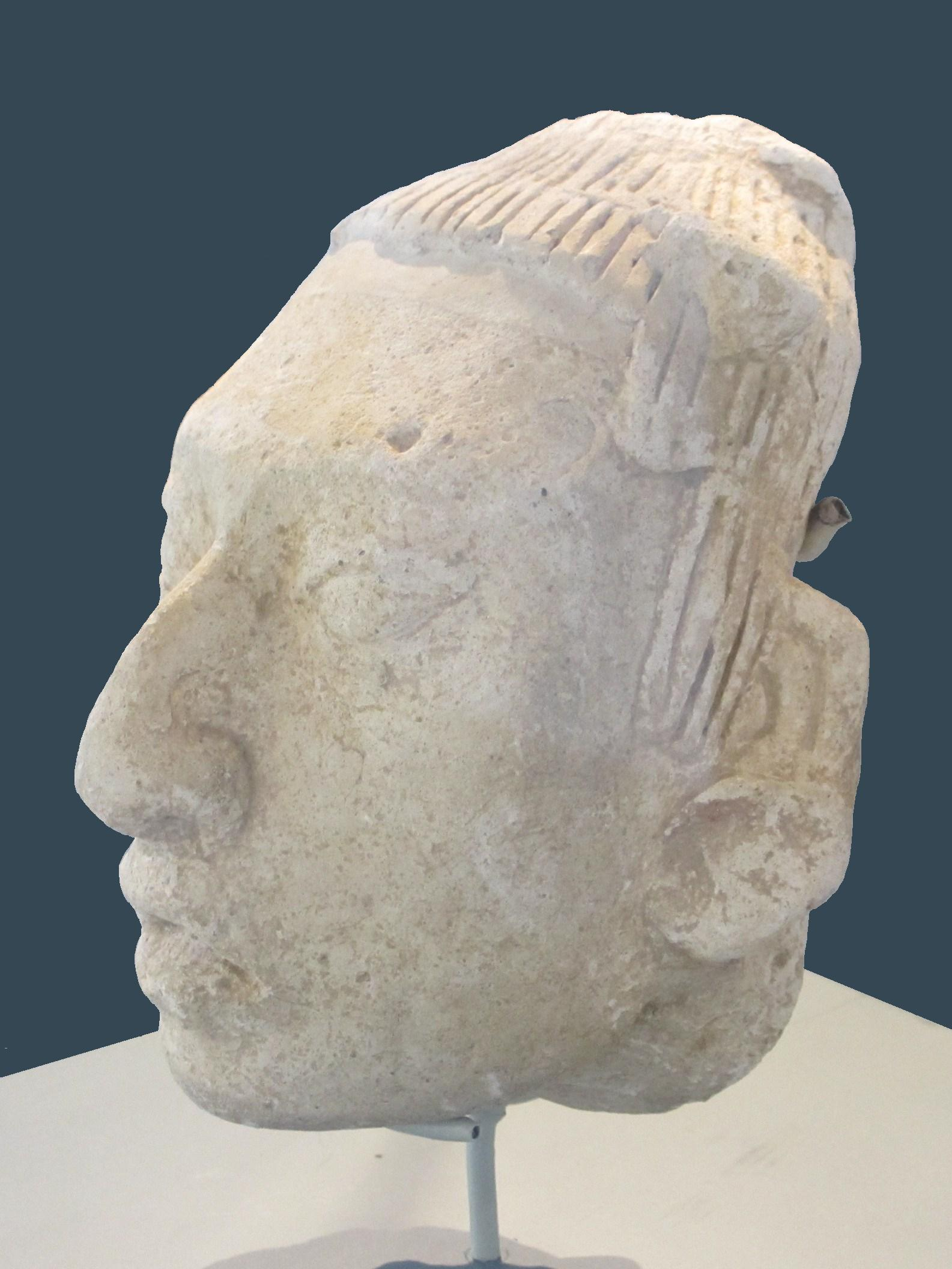
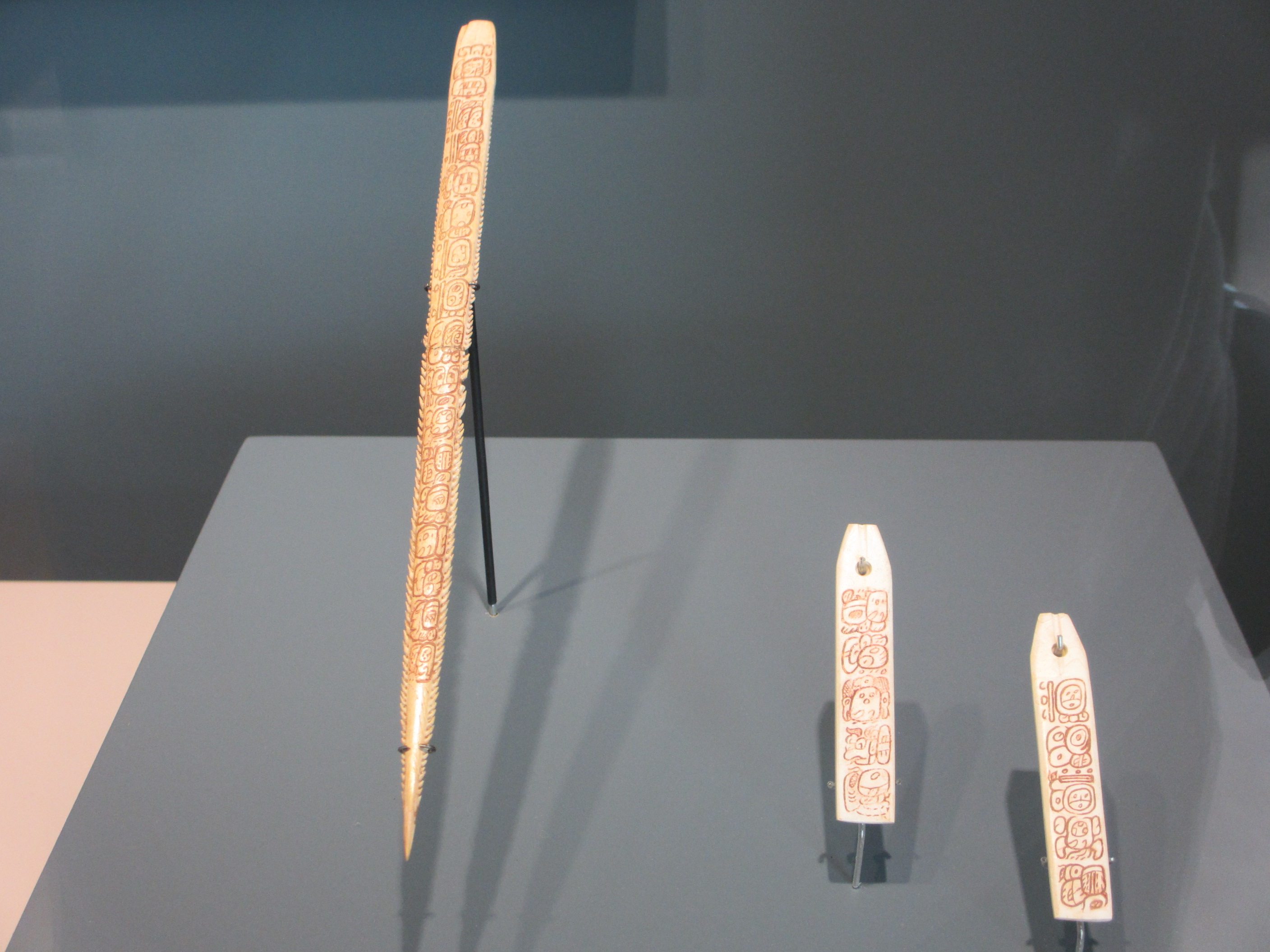
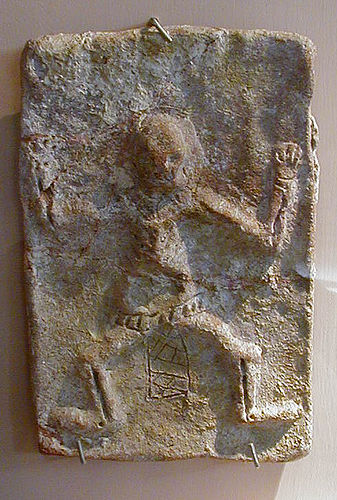
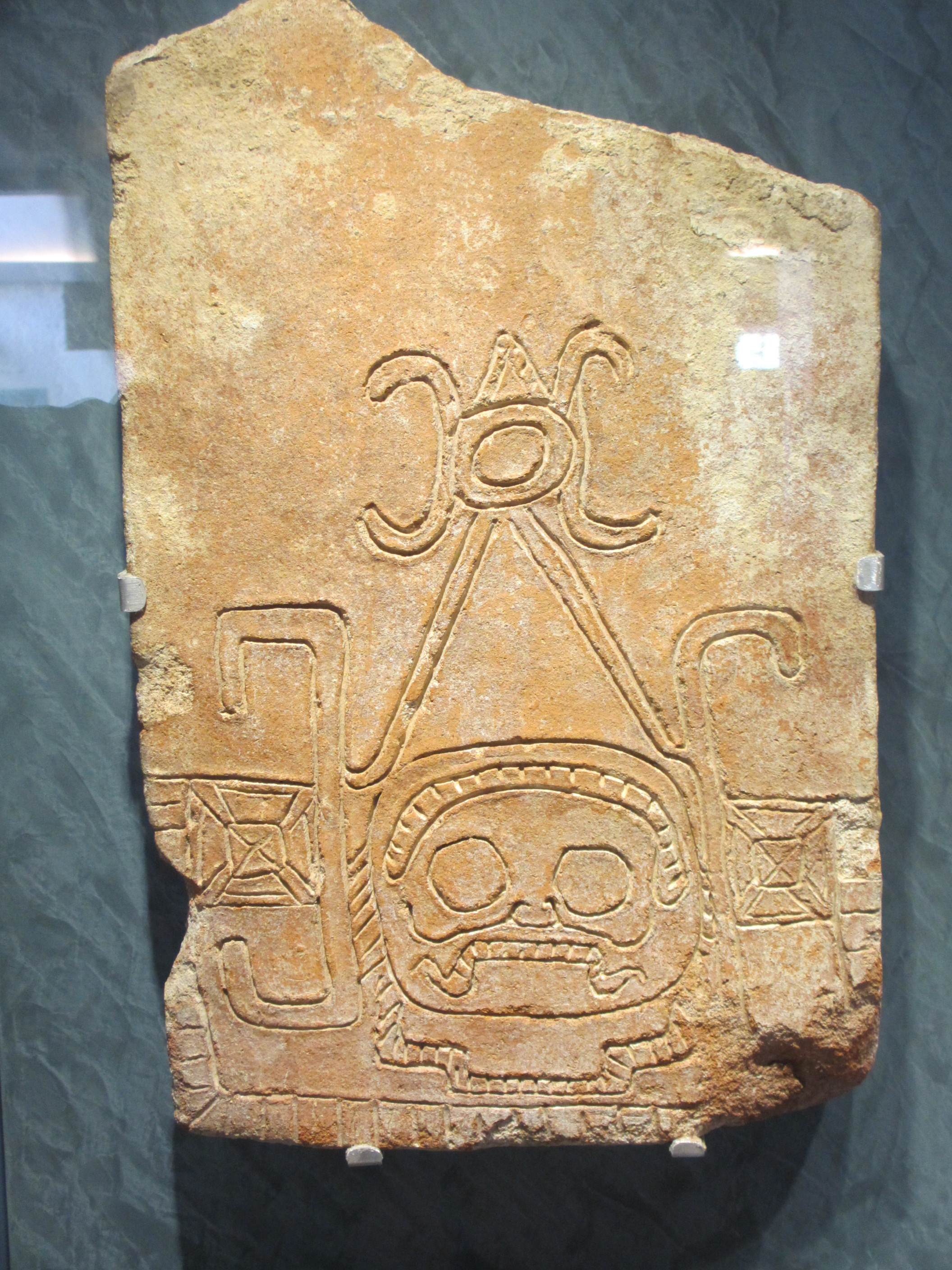
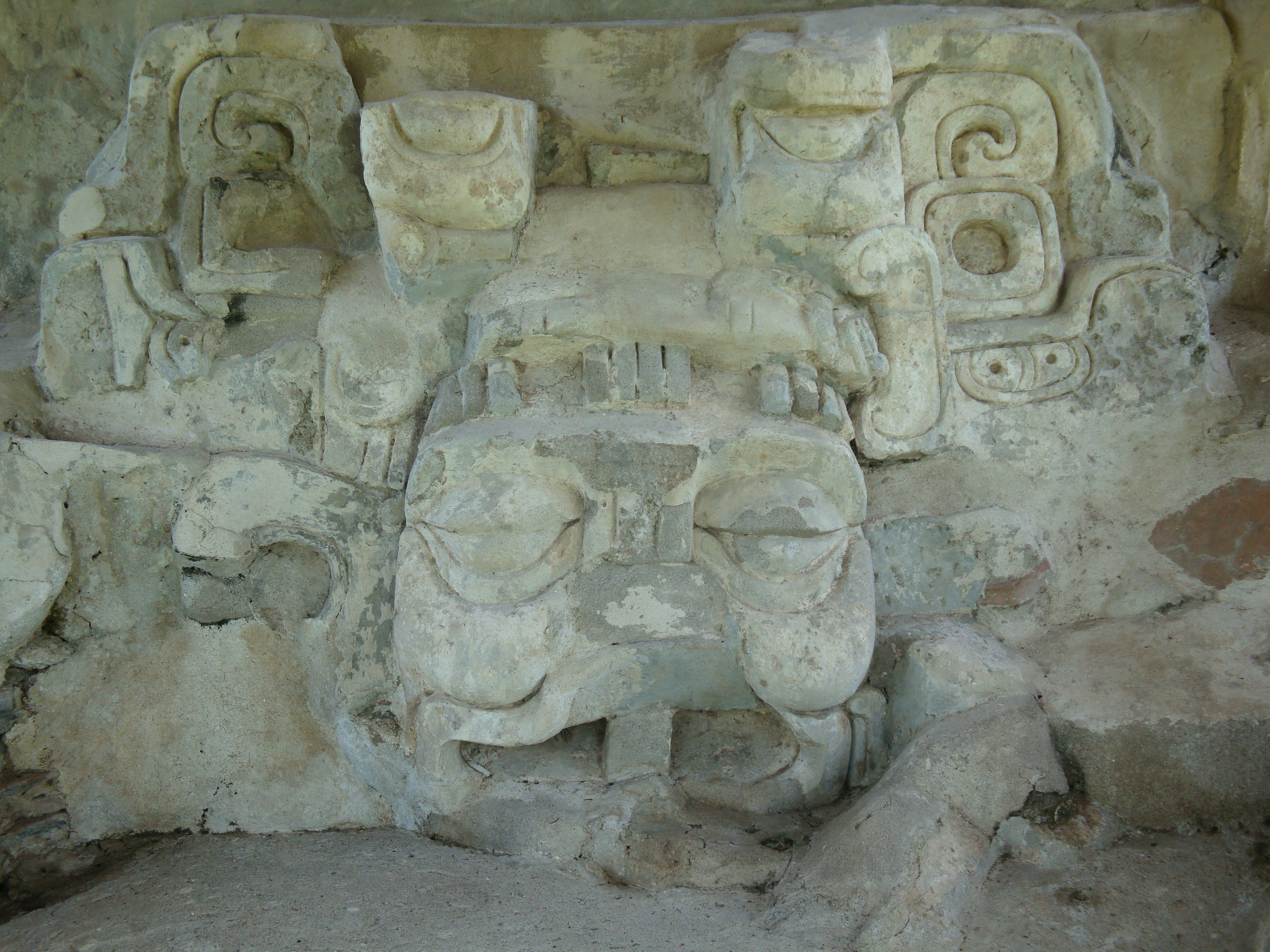
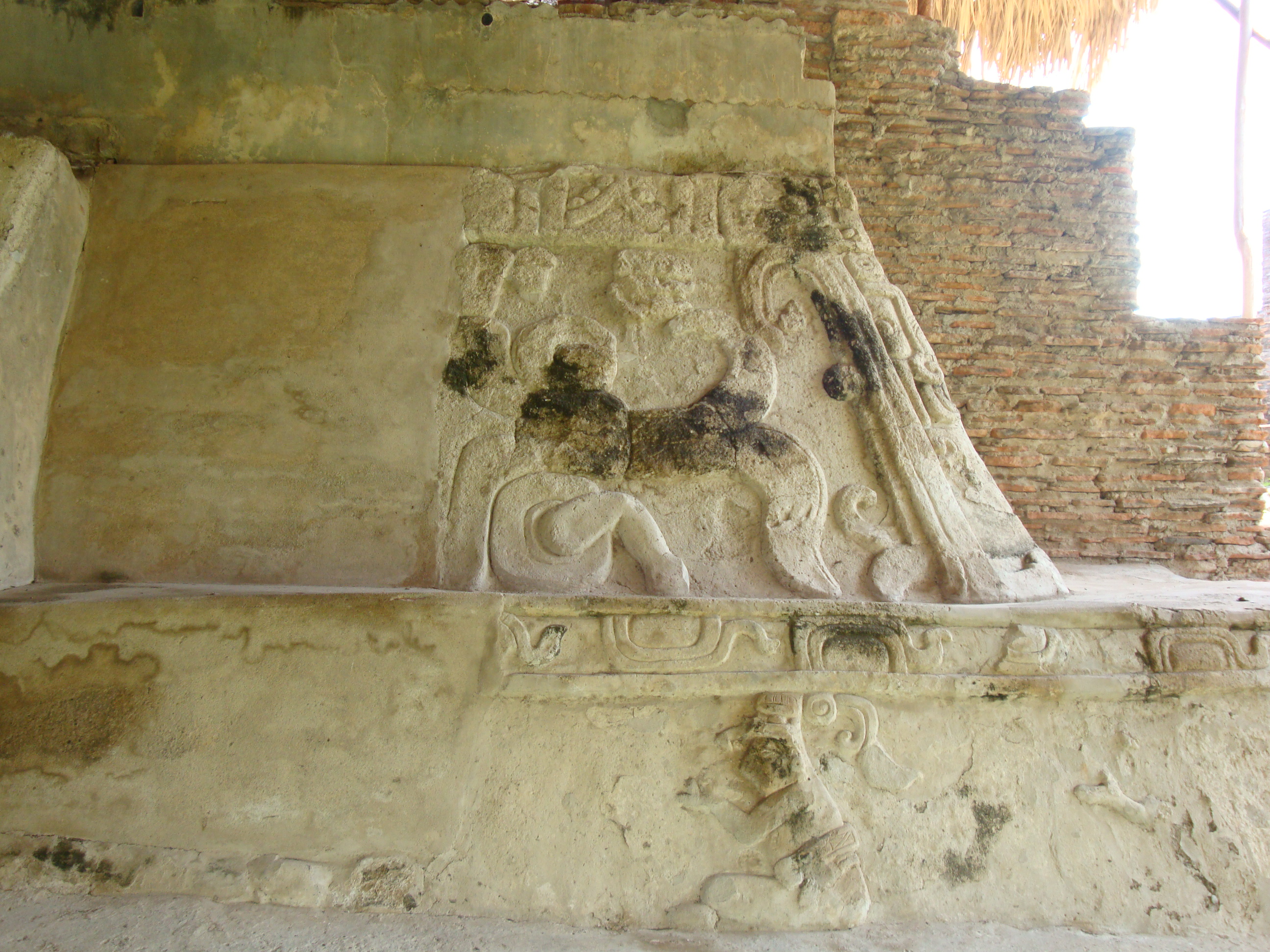
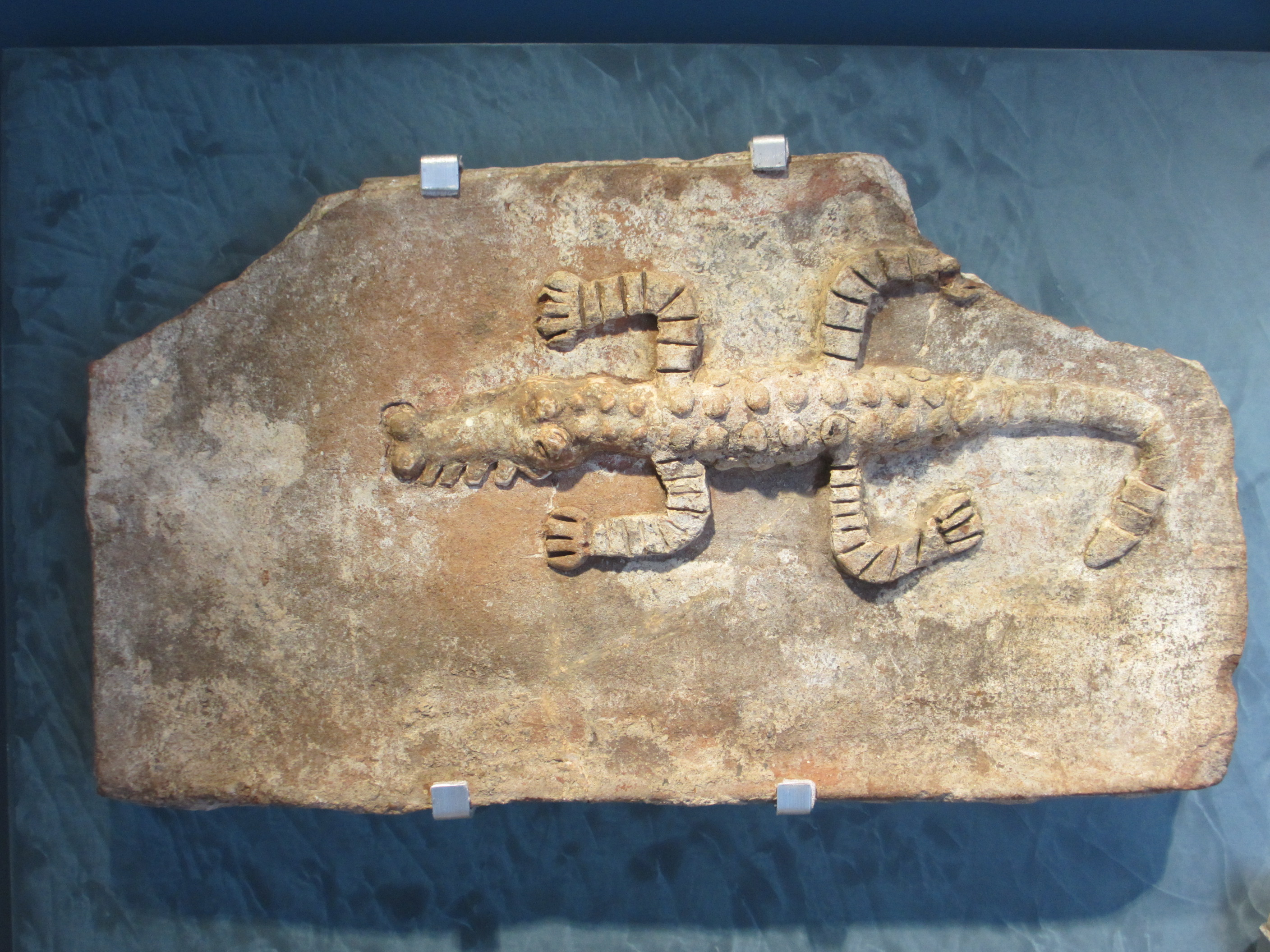
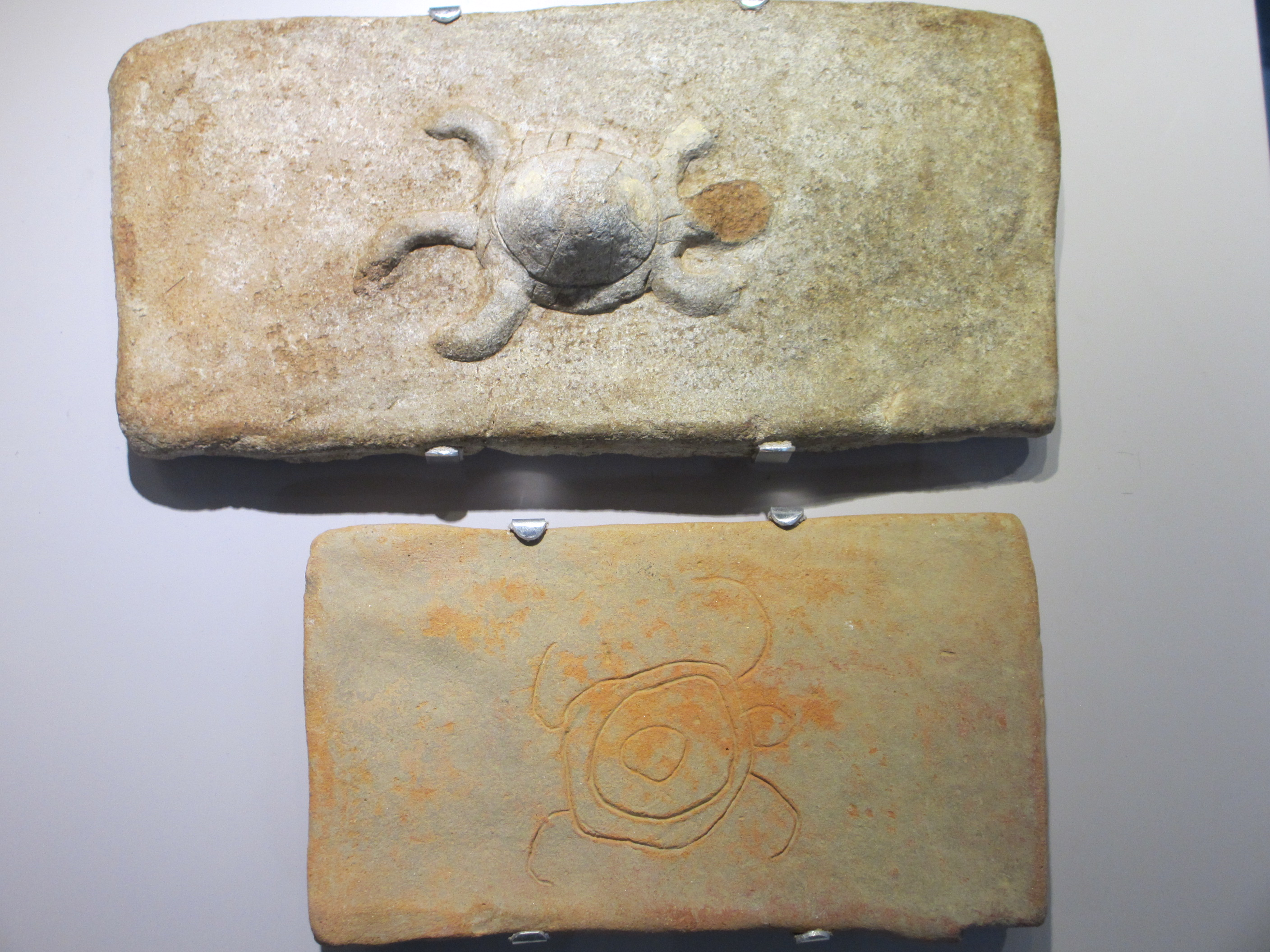
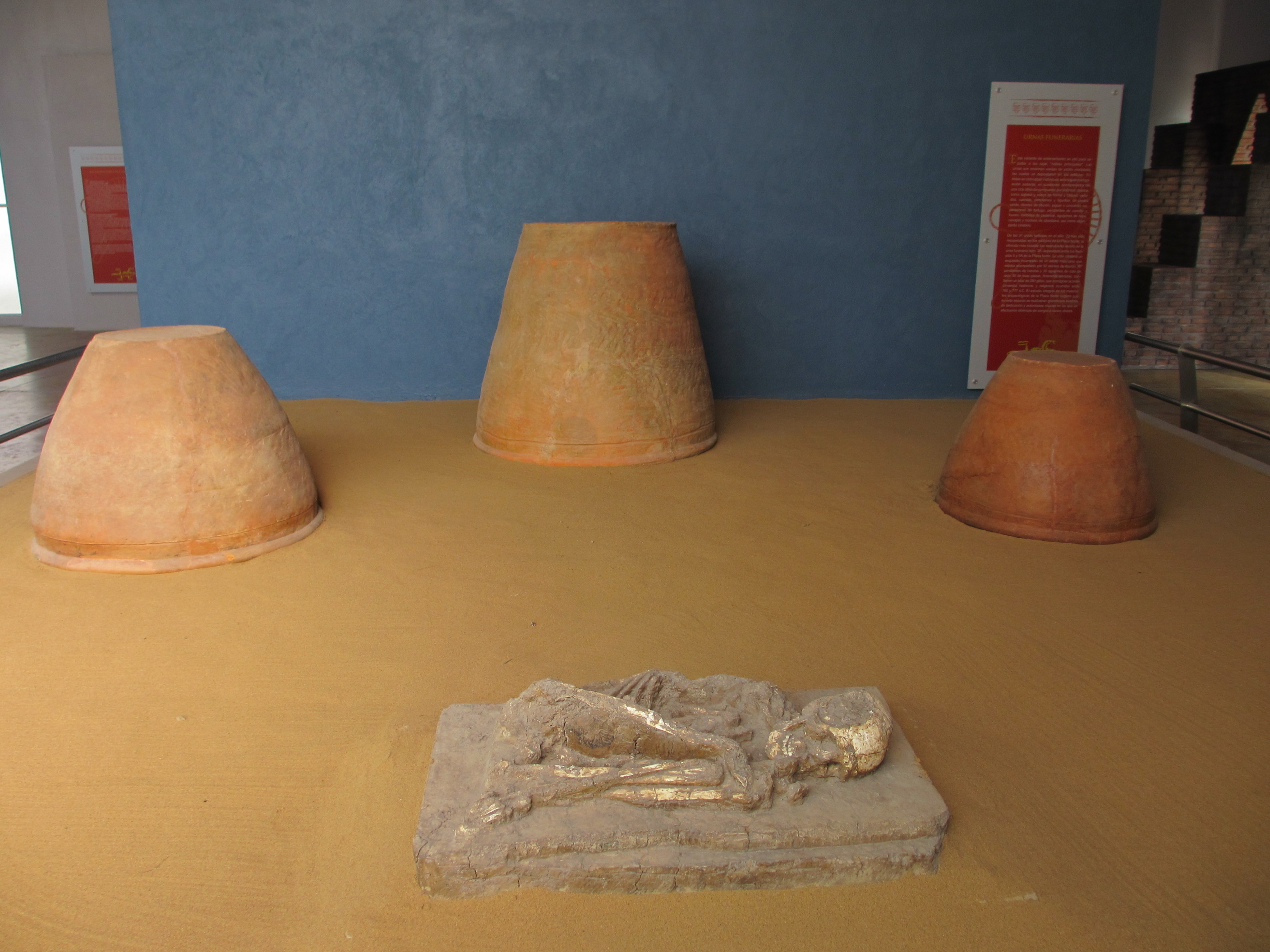
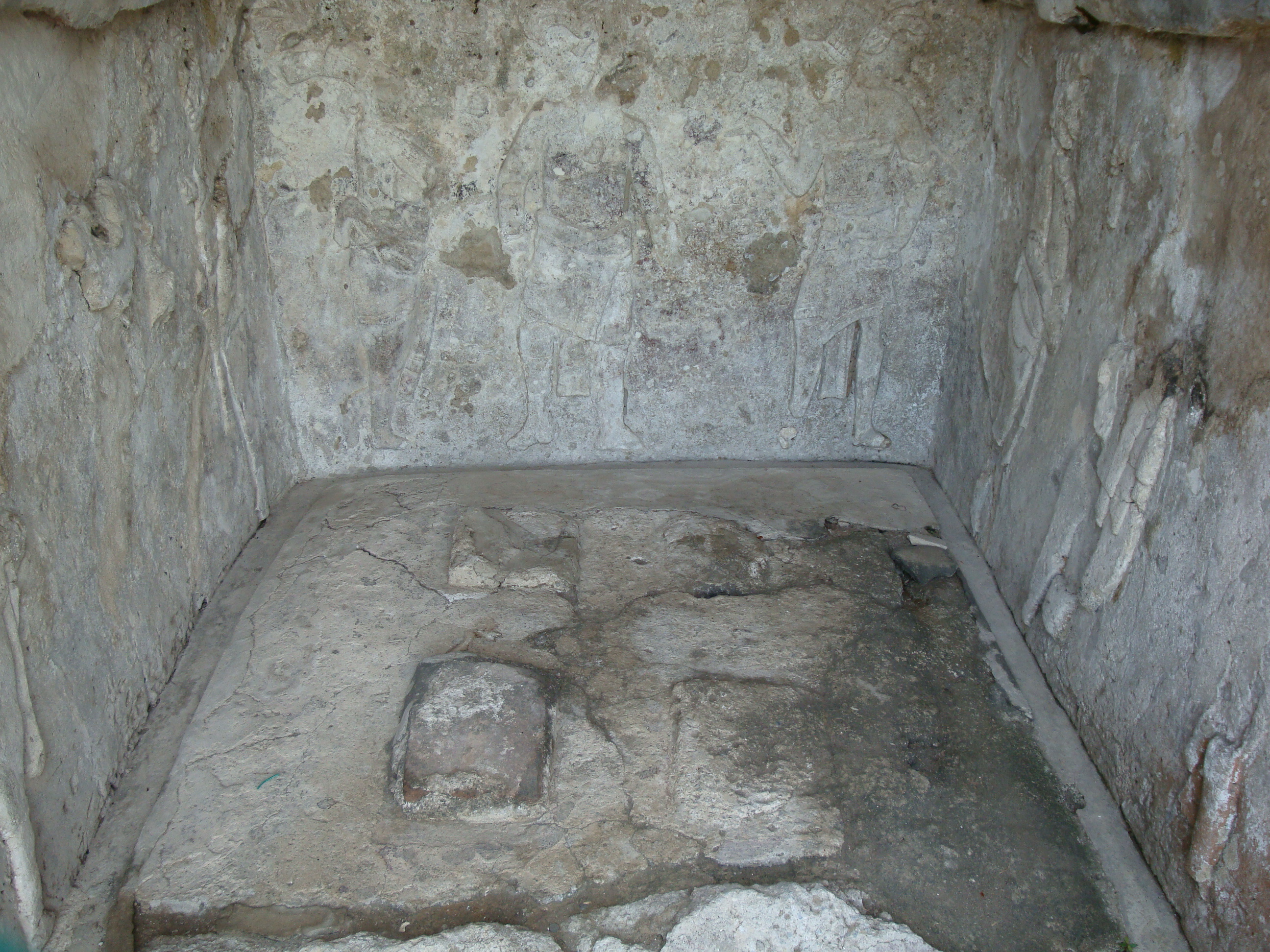
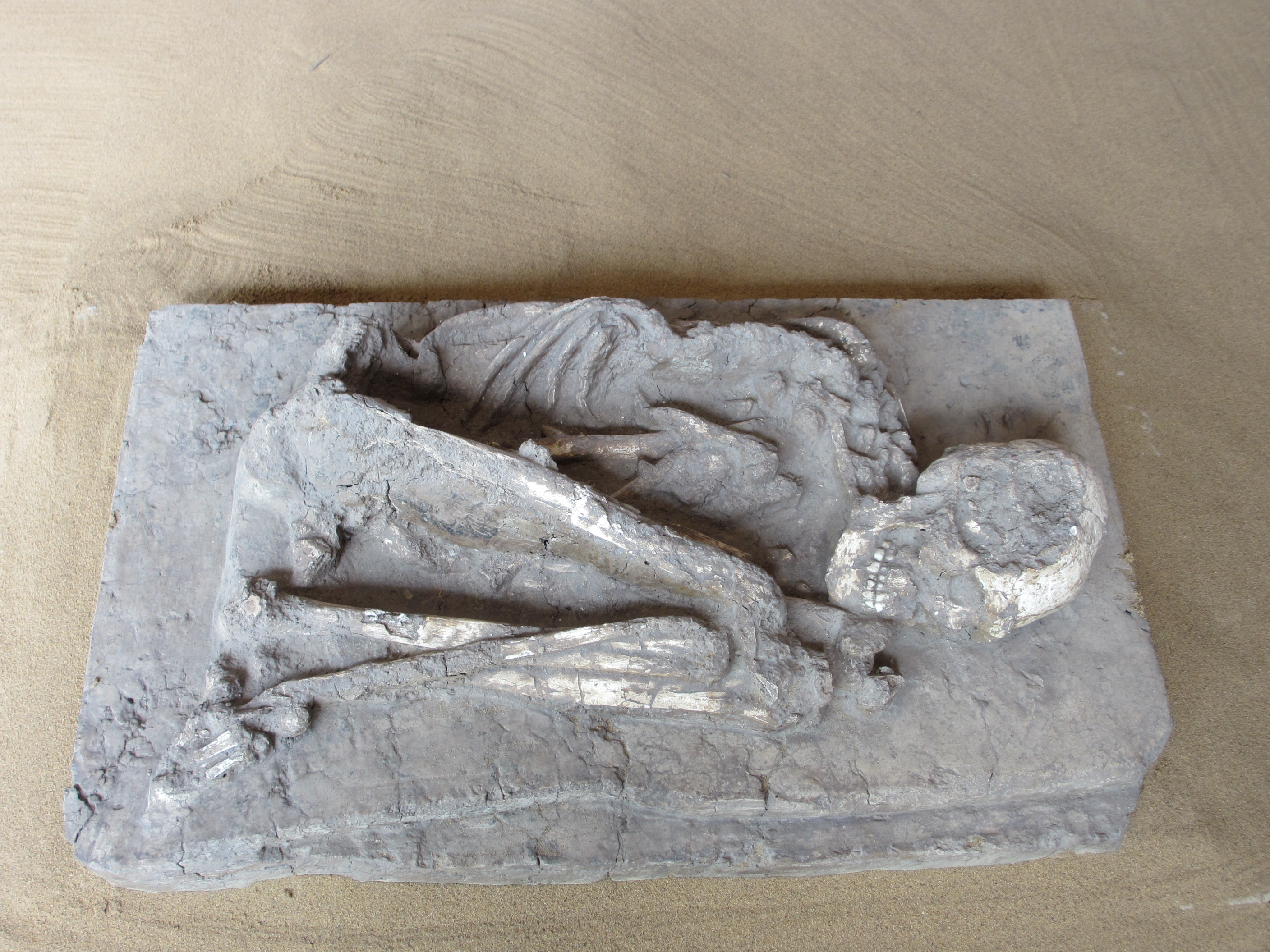
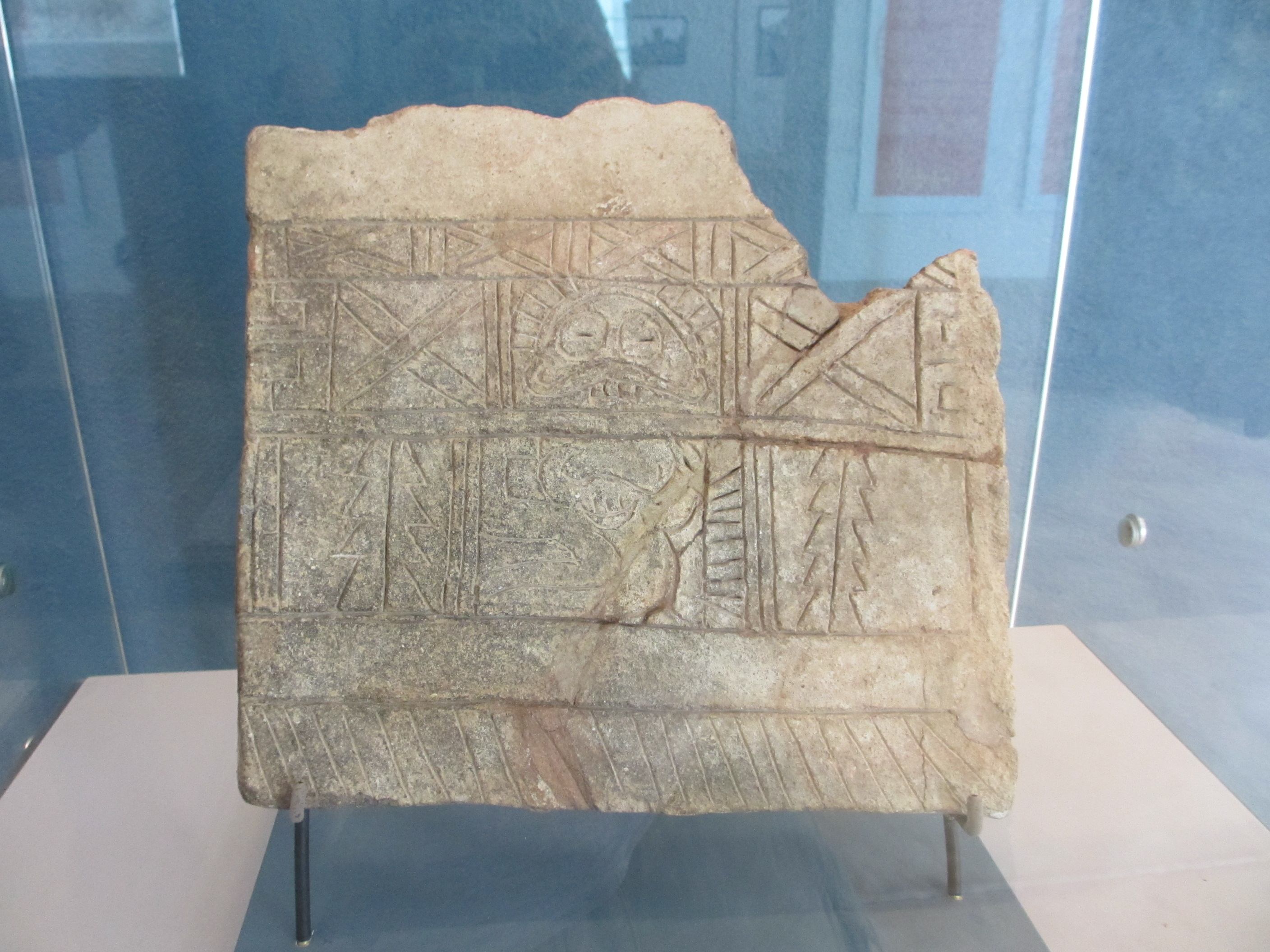
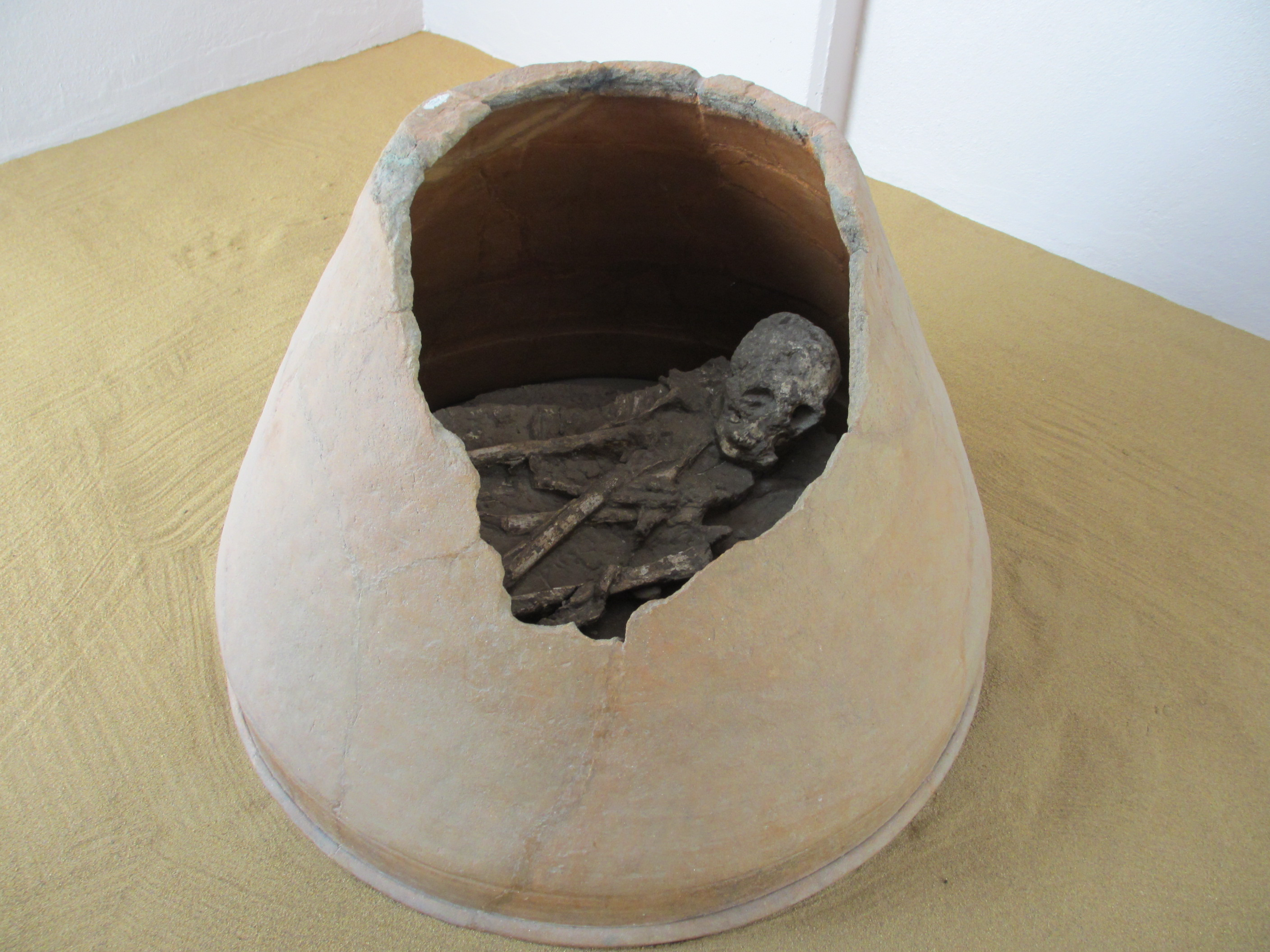